# Debet
Debet (in armeno Դեբետ?) è un comune di 945 abitanti (2001) della Provincia di Lori in Armenia. Usato anche per descrivere Ivo Ivano